# 헤이마에이섬

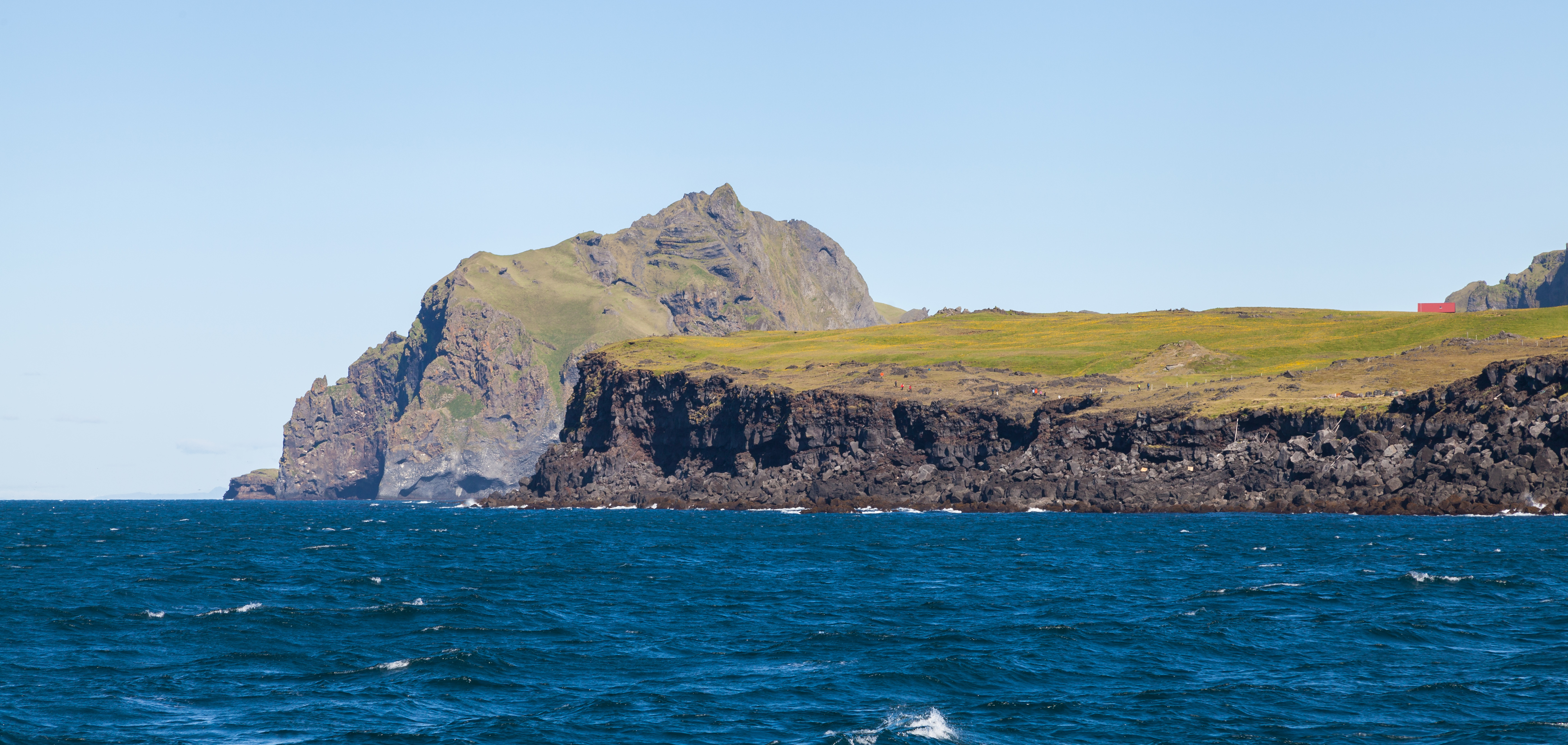
헤이 마에이 섬의 절벽

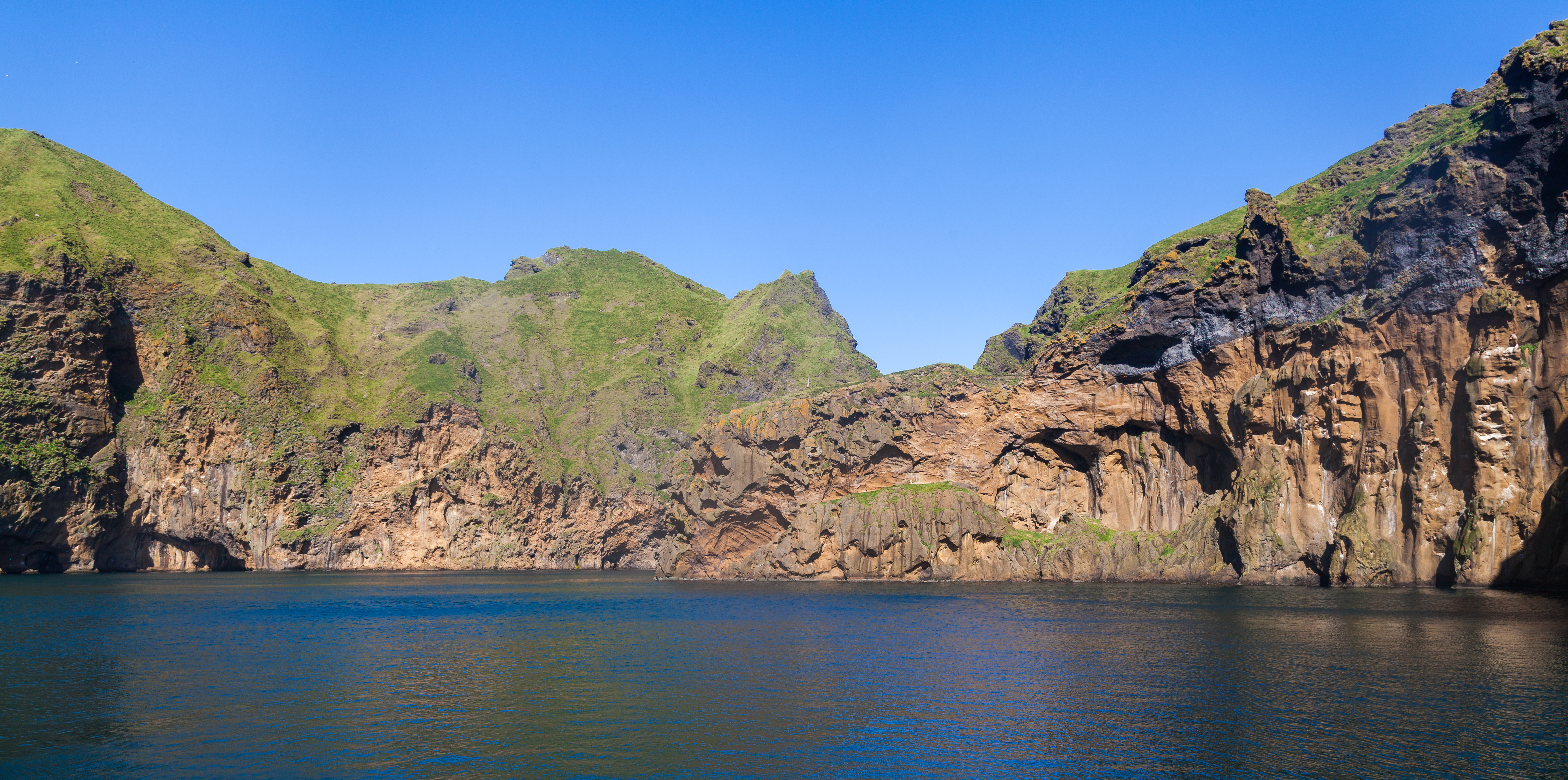
헤이 마에이 섬의 해안

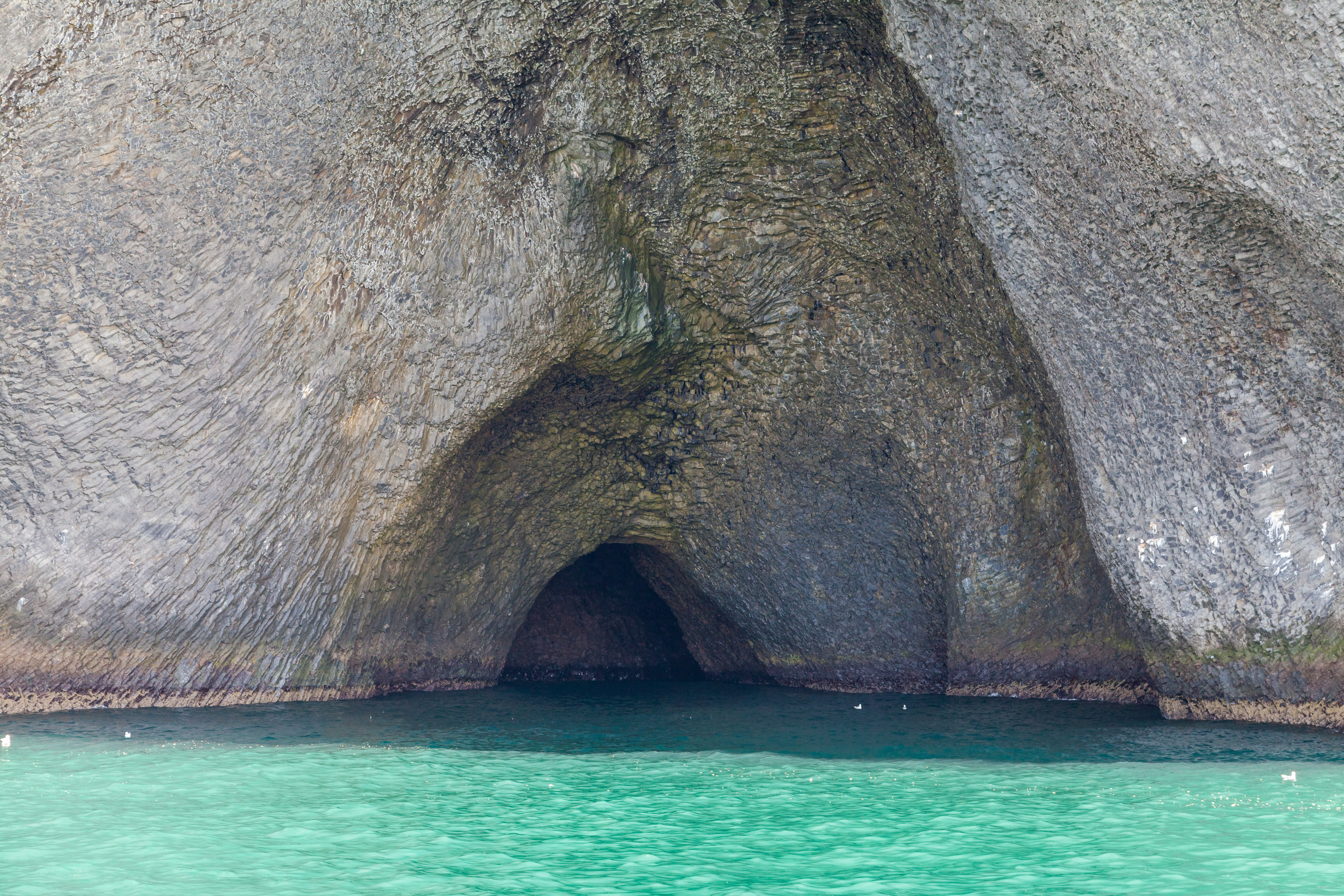
헤이 마에이 섬의 해안 동굴

헤이마에이섬(아이슬란드어: Heimaey)은 아이슬란드 남부에 있는 화산섬으로, 2개의 화산을 포함하고 있다. 이곳은 아주 아름다운 휴양지로, 지각변동의 흔적을 볼 수 있다. 이 섬의 동부에 있는 화산은 1973년에 폭발하면서 새로 생겼고, 그 당시에 대량의 용암이 발생하여 라키 산과 같은 대량의 용암류를 발생시켰다. 이 어린 화산은 엘드펠로 명명되었다. 이 엘드펠 화산은 화구가 빨간색인데, 1973년의 분화로 잔해물들이 남았다. 분화당시에는 아이슬란드를 긴장시켰다. 근교에는 쉬르트세이섬이 있다.

## 1973년의 분화
이 섬에서 화산이 폭발하면서 대량의 용암이 분출하여 새로운 화산을 생성시켰다. 이 화산의 이름은 엘드펠다.